# Київський завод «Радар»
Київський завод «Радар» (укр. "Київський завод «Радар») — підприємство військово-промислового комплексу України, завод спеціалізувався на виробництві та ремонті радіолокаційних систем, а також виробляє продукцію цивільного призначення.

## Історія

### Радянський час
За одними відомостями (швидше помилковим) завод був створений у січні 1930 року, за іншими — 8 лютого 1930 року Президія Київського Облвиконкому ухвалила рішення про організацію в Києві експериментальної майстерні для винахідників. 29 вересня 1930 року Президія Київської міськради винесла постанову про розміщення експериментальної майстерні на вулиці Свердлова № 8-10. Спочатку завод випускав автомати для засипання цвяхів у машини для прибивання підборів, динамічні пірометри, електропраски, медичні апарати, охолоджувачі до кінопроекційного апарату, регулятори тиску газу та автоклави для Академії наук УРСР. 1931 року рішенням Київської Міськради експериментальну майстерню було перетворено на Київський експериментальний завод № 8 ім. Алксніса. 15 травня 1932 року Президія Київської Міськради перенесла завод на територію котельного заводу чеського концесіонера Пауля по вул. Предславинська, 35, де завод розміщується й досі.
У листопаді 1940 року текстильний експериментальний завод № 8 перейшов у систему авіаційної промисловості та став заводом № 454, завод став одним із перших заводів авіаційного приладобудування на території УРСР. За проектом архітектора І. Каракіса в тому ж 1940 будується механозбірний цех експериментального заводу; до червня 1941 року у новому цеху завод розпочав серійний випуск низки вузлів спецобладнання для авіаційної промисловості. У червні 1941 року завод був евакуйований до міста Куйбишева на станцію Безим'янка. Історію заводу у Самарі продовжує ЗАТ «Завод аеродромного обладнання».
За радянських часів завод спеціалізувався на виробництві радіолокаційних комплексів для літаків і гелікоптерів (саме тут було розпочато випуск перших в СРСР літакових радіолокаторів ПБСН).
З 1966 року завод мав відкриту назву «Комуніст». Для населення завод виробляв побутовий котушковий магнітофон Юпітер, відомий на весь колишній СРСР.
1991 року завод «Комуніст» отримав нову назву — «Київський завод „Радар“».

### Незалежна Україна
12 липня 2001 року уряд України ухвалив закон про державну підтримку підприємств авіабудівної галузі України, до переліку підприємств було включено завод «Радар».
У липні 2003 року завод був акціонований.
Влітку 2007 року на авіасалоні МАКС-2007 завод представив метеонавігаційну радіолокаційну станцію «Буран-А» (розроблену у співавторстві з НДІ «Буран»).
Станом на 2008 рік, заводом було освоєно виробництво та ремонт наступної продукції:
- інерційно-напівактивна ГСН 9Б-1101К для ракет класу «повітря-повітря» Р-27Р1
- бортова навігаційно-посадкова апаратура «Курс-93М» (для літаків Ан-140 та Ан-148, гелікоптерів Мі-8)
- метеонавігаційна станція радіолокації МНРЛС-85
- бортова станція радіолокації «Гроза»
- прицільно-навігаційний комплекс ПНР-24М (для Су-24 різних модифікацій)
- бортовий комплекс розвідки БКР М-100 для літаків-розвідників Су-24МР
- пошуково-прицільний комплекс «Восьминіг» (для гелікоптерів Ка-27 та Ка-28)
- система держопізнання 6231Р для літаків Су-27 та МіГ-29
- станції попередження про опромінення СЗМ (СПО-10) та Л006ЛМ (СПО-15) для літаків МіГ-21, МіГ-23, МіГ-29 та Су-27
- бортова метеонавігаційна РЛС «Буран-А» для літаків Ан-140, Ан-148, Бе-200, Ан-74ТК-300, Іл-114

Крім того, на заводі розроблялася та випускалася продукція цивільного призначення: побутові газові опалювальні котли та автоматика безпеки до них; промислові магістральні регулятори РДГ-50 та РДГ-80; побутові електроплити з електрокерамічною робочою поверхнею; комплектуючі вироби для автомобілів (датчики рівня рідин та тиску, підрульові перемикачі та ін.)); медичні електродрилі та пилки; пластини для малоінвазивного остеосинтезу ; слухові мовні тренажери «Поліфонатор».
У 2009 році завод збільшив активи на 1,19 % за збереження розміру статутного капіталу.
9 червня 2010 року Кабінет міністрів України ухвалив постанову № 405, відповідно до якої завод увійшов до переліку підприємств авіапромисловості України, які отримують державну підтримку.
Після створення в грудні 2010 року державного концерну " Укроборонпром " завод увійшов до складу концерну.
У грудні 2012 року міністерство оборони України ухвалило рішення про розробку програми модернізації Су-24МР збройних сил України, в якій брали участь 24 українські підприємства (зокрема, Київський завод «Радар»). У квітні 2013 року було оголошено, що запропоновану програму модернізації Су-24МР освоїв Миколаївський авіаремонтний завод.
У лютому 2014 року Кабінет міністрів України та уряд Білорусії уклали договір на постачання комплектуючих виробництва київського заводу «Радар» для ремонту літаків Су-24 ВПС Білорусії, після чого завод отримав право на здійснення експорту та імпорту продукції військового призначення.
25 лютого 2014 року завод «Радар» був залучений до участі в роботі над системою озброєння корвету проекту 58250, що будується для військово-морських сил України.
Навесні 2014 року уряд України припинив військово-технічну співпрацю з Росією (у результаті обсяг чистого прибутку підприємства за 2014 рік зменшився на 74,12 % порівняно з показниками 2013 року).
Наприкінці серпня 2014 року уряд України виніс на розгляд питання щодо можливості приватизації спецвиробництва заводу «Радар». У грудні 2014 року Кабінет міністрів України запропонував виключити завод із переліку об'єктів, заборонених до приватизації.
У червні 2020 року «Укроборонпром» дозволив продаж площ київського заводу «Радар», розташованого в центральному районі української столиці. Разом із планами забудови покупець отримає військовий архів та залишки виробництва все ще унікальної техніки.